# Antonius van den Broek
Antonius Johannes van den Broek (4. maj 1870, Zoetermeer – 25. oktober 1926, Bilthoven) var en hollandsk amatørfysiker, der er kendt for at være den første, der opdagede, at nummeret som et grundstof har i det periodiske system (det såkaldt atomnummer) svarer til ladningen i atomkernen. Hans hypotese blev udgivet i Nature i 1911 og inspirerede Henry Moseley til at foretage eksperimentelle arbejde, der fandt gode beviser for at det var sandt i 1913.